# Breitenau (Altomünster)
Breitenau ist ein Gemeindeteil von Altomünster im oberbayerischen Landkreis Dachau. Am 1. Mai 1978 kam die Einöde Breitenau als Ortsteil von Pipinsried zu Altomünster.

## Geschichte
Der Ort wird erstmals 1474 als „Praitenaw“ erwähnt und 1477 als „Praittenau“ überliefert.